# La Cure
La Cure är en ort i kommunen Saint-Cergue i kantonen Vaud, Schweiz. 
La Cure ligger på gränsen mellan Schweiz och Frankrike och flera byggnader i orten ligger i bägge länderna. Orten är slutpunkt för järnvägen mellan Nyon och La Cure.